# 童元鎮
童 元鎮（どう げんちん、生没年不詳）は、明代の軍人。本貫は桂林右衛。

## 生涯
万暦年間に指揮となり、平楽府の莫天龍の反乱を討って功績を挙げ、游撃将軍に累進した。勢江の瑤族が反乱を起こすと、元鎮は呼良朋に従ってこれを鎮圧した。永寧州・潯州府・梧州府の参将を歴任し、副総兵に進んだ。署都督僉事に抜擢され、広西総兵官となった。ほどなく広東総兵官に転じた。
1595年（万暦23年）、総督の陳大科は元鎮が少数民族の事情を熟知していることから、広西総兵官に転任させた。岑渓県の西北に上下7山があり、蒼梧県と藤県のあいだに平田・黎峒・白板・九密など37の少数民族の村があった。岑渓県の東南に63山があり、孔亮・陀田・桑園・古欖・魚修など100あまりの少数民族の村があって、広東の羅旁と接していた。山は険しく竹林が鬱蒼として、周囲の数百里は日照も乏しかった。少数民族の首長の潘積善らがこの地に拠って反抗していたが、羅旁が平定されると、降伏を願い出た。そこで大峒に参将を置いて、兵1000人あまりで守らせた。その後、将領の多くが収奪をおこない、兵士も疲れ弱ってきたため、反乱の土壌が再び生まれた。ときに飢饉が起こり、広東の亡命浪賊数百人が7山に潜入し、瑤族たちを誘って反乱を起こした。元鎮はかつて参将として岑渓に駐屯していたことがあり、瑤族たちの人心を得ていた。潘積善とその仲間の韋月はいずれも招撫と貢献を望み、63山の瑤族たちの多くは帰順の約束を受け入れた。しかし官軍が北科の瑤族を掃滅しようとしているとの噂が流れ、瑤族たちは騙されたと考えて、孔亮山の反乱軍とともに韋月を攻撃して殺し、大峒の参将署に放火した。督撫の陳大科と戴燿が元鎮の下でこの反乱を討った。副将の陳璘と参将の呉広は官を罷免されて村里に居住していたが、陳大科に起用されて兵を率い、元鎮とともに進軍した。反乱軍は大木を伐採し、竹を布で巻いて道を塞いだ。元鎮は軍を率いて塞がれた道を開かせるふりをしながら、ひそかに部隊を小道から上らせた。孔亮山の反乱軍は高所から弩の矢を雨と降らせた。官軍は火器を用いて攻撃し、反乱軍を破った。1500人あまりを捕斬し、残余を招撫して生業にもどさせた。府江の韋扶仲らが険阻な地に拠って反乱を起こした。元鎮は参政の陸長庚とともに図って、瑤族を徴募して間道を行かせ、夜間に乗じてその妻子を攫い、韋扶仲を誘い出して伏兵で捕らえた。
豊臣秀吉の第二次朝鮮侵攻（慶長の役）が起こると、北京の朝廷では浙江・福建方面から水軍で日本本土を突いて牽制することが議論された。1598年（万暦26年）、このため元鎮は浙江総兵官に転じた。秀吉が死去し、日本軍が朝鮮から撤兵したことから、浙江からの出撃は実現しなかった。1599年（万暦27年）、元鎮は貴州総兵官に転じた。
1600年（万暦28年）、李化龍が楊応龍の乱を討つべく八道に分かれて軍を発すると、元鎮はその命により永順・鎮雄・泗城の諸土司の軍を率いて、烏江から進軍することになった。元鎮は楊応龍を恐れて、長らく銅仁に駐屯して進軍しなかったが、李化龍の督促を受けてようやく進発した。反乱側の孫時泰は官軍の集結前に各個撃破するよう進言し、楊応龍はこれを聞き入れた。楊応龍は元鎮に狙いをつけ、烏江を渡ったところを叩こうと計画を立てた。監軍按察使の楊寅秋は烏江が反乱軍の本拠の播州から遠くないことから、他の七道の軍が深入りするのを待って、ともに進軍するよう勧めたが、元鎮は聞き入れなかった。永順の軍を先発させて烏江に達すると、反乱軍は1000人あまりを派遣して江沿いで叫び罵らせて誘った。先発の諸軍が烏江を渡り終えると、老君関を奪取した。前哨参将の謝崇爵が勢いに乗じて泗城と水西の軍で河渡関を攻め落とした。3月、反乱軍は数千の兵で水西の軍を先に攻撃した。水西の軍は象兵を駆り出して戦い、反乱兵の多くを負傷させた。しかしまもなく象を御していた者が戦死して象が逆走し、さらには火器を撃っていた者が誤って味方を撃ってしまったため、水西の軍は大混乱した。泗城の軍がまず敗走し、謝崇爵がまた敗走して、浮橋を渡ろうと争ったため、橋が壊れて溺死する者が数千人に及んだ。
烏江にいた軍は60里離れていたため、先発の諸軍が敗れたことを知らなかった。翌日、参将の楊顕が永順の兵300人を哨戒に出して、反乱軍数万と遭遇した。反乱軍はみな水西の軍装をしていたため、永順の兵は味方と疑わずに近づき、殲滅されてまたその軍装を奪われた。反乱軍が烏江に到達したが、烏江の軍は味方の水西・永順の軍と信じて備えをしていなかったため、反乱軍に撃破された。敗走して烏江を渡ろうとしたが、反乱軍が先に浮橋を切断していたため、兵士の多くは溺死し、楊顕と二子もここに斃れた。元鎮の部下は3万人いたが、生存者は10分の1に満たず、将校で生き残った者は謝崇爵ら3人にとどまった。烏江の水は数多の遺体のために流れを止めた。
貴陽では敗報を聞いて、軍民が動揺した。李化龍は謝崇爵を斬り、徴兵して兵力を増強し、鎮雄土官の隴澄（安堯臣）に命じて反乱軍の帰路を迎撃させることにした。隴澄の軍は元鎮と合流せず、ひとり無事だったため、反乱軍と通じているのではないかと疑われていた。楊寅秋は鎮雄の軍が播州から2日のところにいたことから、反乱軍の本拠地を突いて功績を立てるよう勧めた。元鎮の軍の敗北前に、隴澄は部将の劉嶽と王嘉猷を派遣して苦竹関と半壩嶺を攻め落としていた。元鎮の軍が敗北すると、劉嶽と王嘉猷は新站に移った。反乱軍は大水田に兵を伏せて、別に5000人で来襲したが、敗北して撤退した。王嘉猷は大声を上げながら大水田を突き、ひそかに一軍をもって大夫関を攻め落とし、馬坎を直撃して反乱軍の帰路を断ち、水西土司の安疆臣（隴澄（安堯臣）の兄）と合流すると、反乱軍は敗走した。都指揮の徐成が将兵を率いて到着すると、泗城土官の岑紹勲の兵と合流し、再び河渡関を攻め落とした。反乱軍の将の張守欽と袁五受が長箐・万丈林に拠ると、永順の兵がこれを撃破し、張守欽を生け捕りにした。清潭洞を攻めると、さらに袁五受を捕らえた。北京の朝廷は元鎮の敗北の責任を追及し、李応祥に命じて元鎮の軍を率いさせ、水西・鎮雄諸部と合流させた。李応祥らは海龍囤を直撃し、楊応龍の反乱軍を滅ぼした。
元鎮は敗戦の後も軍中に留められて、事官に降格されていた。反乱が鎮圧されると、元鎮は逮捕されて北京に連行された。罪は死刑に相当するとされたが、法司は元鎮の岑渓での功績を援用して、一兵卒として辺境に流されることになった。広西巡撫の戴燿が赦免を求めたが許されず、元鎮は配所で死去した。